# Russ Ballard (album 1974)
| Recensione              | Giudizio |
| ----------------------- | -------- |
| AllMusic                | [ 1 ]    |
| Dizionario del Pop-Rock | [ 2 ]    |

Russ Ballard è il primo album discografico del cantautore e chitarrista britannico Russ Ballard, pubblicato dalla casa discografica Epic Records nel 1974.

## Tracce

### LP
Lato A
Testi e musiche di Russ Ballard.
1. She's a Hurricane – 3:08
2. Loose Women – 2:26
3. I Don't Believe in Miracles – 3:39
4. You Can Do Voodoo – 3:32
5. You Can Count on Me – 2:35

Lato B
Testi e musiche di Russ Ballard.
1. Fly Away – 3:20
2. Danger Zone (Part I) – 2:38
3. Danger Zone (Part II) – 3:06
4. Kicks – 4:15
5. Venus (Shine Your Light) – 4:41

## Musicisti
- Russ Ballard - voce solista, batteria, piano, basso, chitarra, accompagnamento vocale-cori
- Russ Ballard - armonica (brano: Danger Zone (Part I))
- Russ Ballard - clavinet (brano: Danger Zone (Part II))
- Russ Ballard - handclaps (battito delle mani) (brano: Danger Zone (Part II))
- Nick Newell - sassofono
- Nick Newell - sassofono tenore solo (brano: Loose Women)
- Chris Mercer - sassofono
- Chris Mercer - sassofono tenore solo (brano: Kicks)
- Mick Eaves - sassofono
- Steve Gregory - sassofono
- Peter Doug - accompagnamento vocale-cori (brano: You Can Do Voodoo)
- Damian - accompagnamento vocale-cori (brano: You Can Do Voodoo)
- Mel Collins - accompagnamento vocale-cori (brano: You Can Do Voodoo)
- Dan Loggins - handclaps (battito delle mani) (brano: Danger Zone (Part II))
- Sir Michael Whitfield O.B.E. - handclaps (battito delle mani) (brano: Danger Zone (Part II))
- Watney B. Tray - handclaps (battito delle mani) (brano: Danger Zone (Part II))

Note aggiuntive
- Russ Ballard e Dan Loggins - produttori
- Registrazioni effettuate nel luglio ed agosto del 1974 al CBS Studios di Londra (Inghilterra)
- Mike Ross - ingegnere delle registrazioni
- Mark Williams - secondo ingegnere delle registrazioni
- Arun Chakraverty - ingegnere delle registrazioni (cut) al CBS Studios
- Arrangiamento strumenti a fiato di Russ Ballard
- Arrangiamento strumenti a corda di John Barham
- Roslav Szaybo - design copertina album originale
- Al Rubin - fotografia copertina album originale[3]